# Anseropoda habracantha
Anseropoda habracantha is een zeester uit de familie Asterinidae.
De wetenschappelijke naam van de soort werd in 1923 gepubliceerd door Hubert Lyman Clark.